# Symplocos dolichopoda
Symplocos dolichopoda är en tvåhjärtbladig växtart som beskrevs av B. Ståhl. Symplocos dolichopoda ingår i släktet Symplocos och familjen Symplocaceae. Inga underarter finns listade i Catalogue of Life.